# Plaza Italia (Buenos Aires)

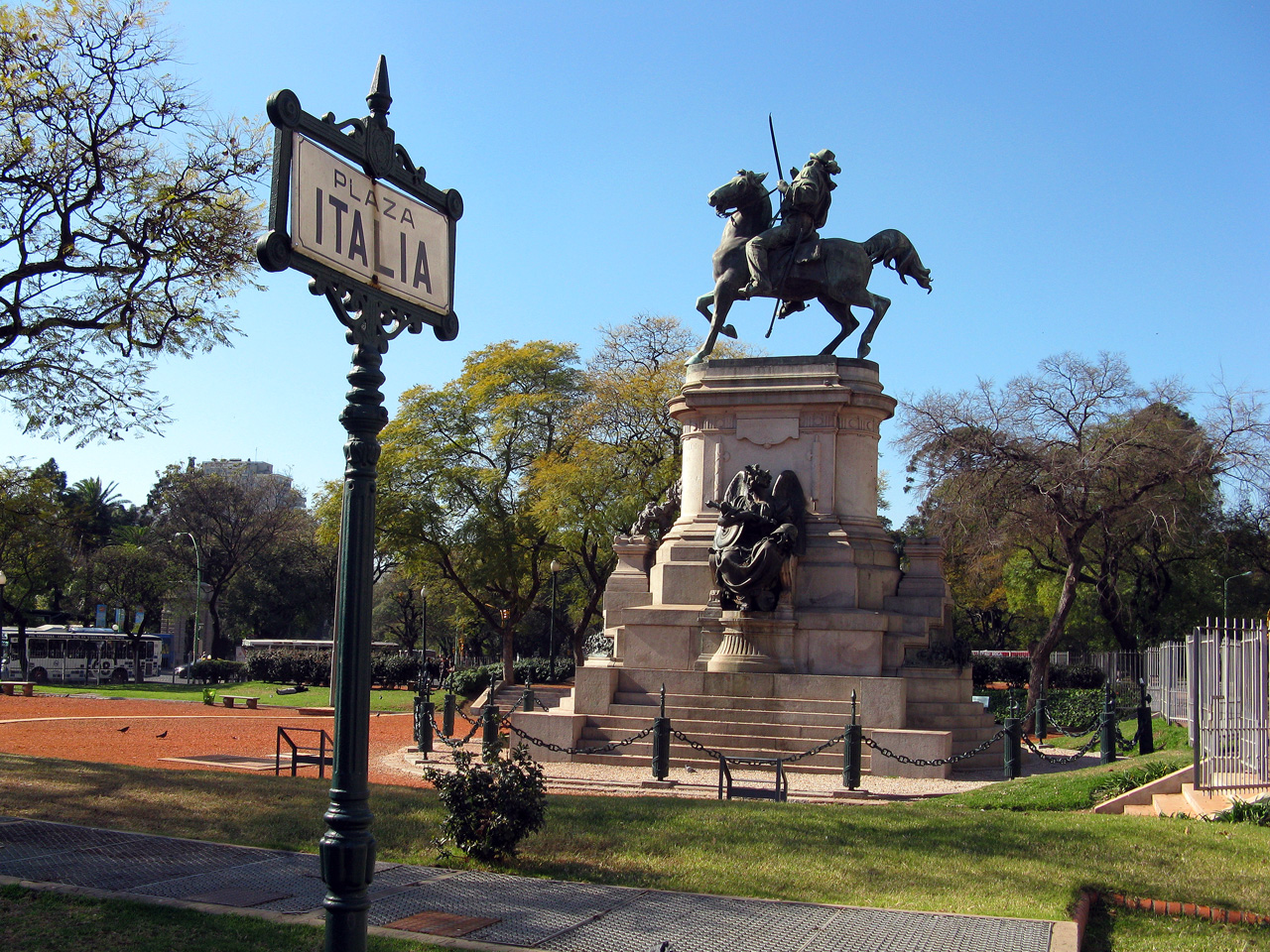
Plaza Italia, en el barrio de Palermo de la ciudad de Buenos Aires.

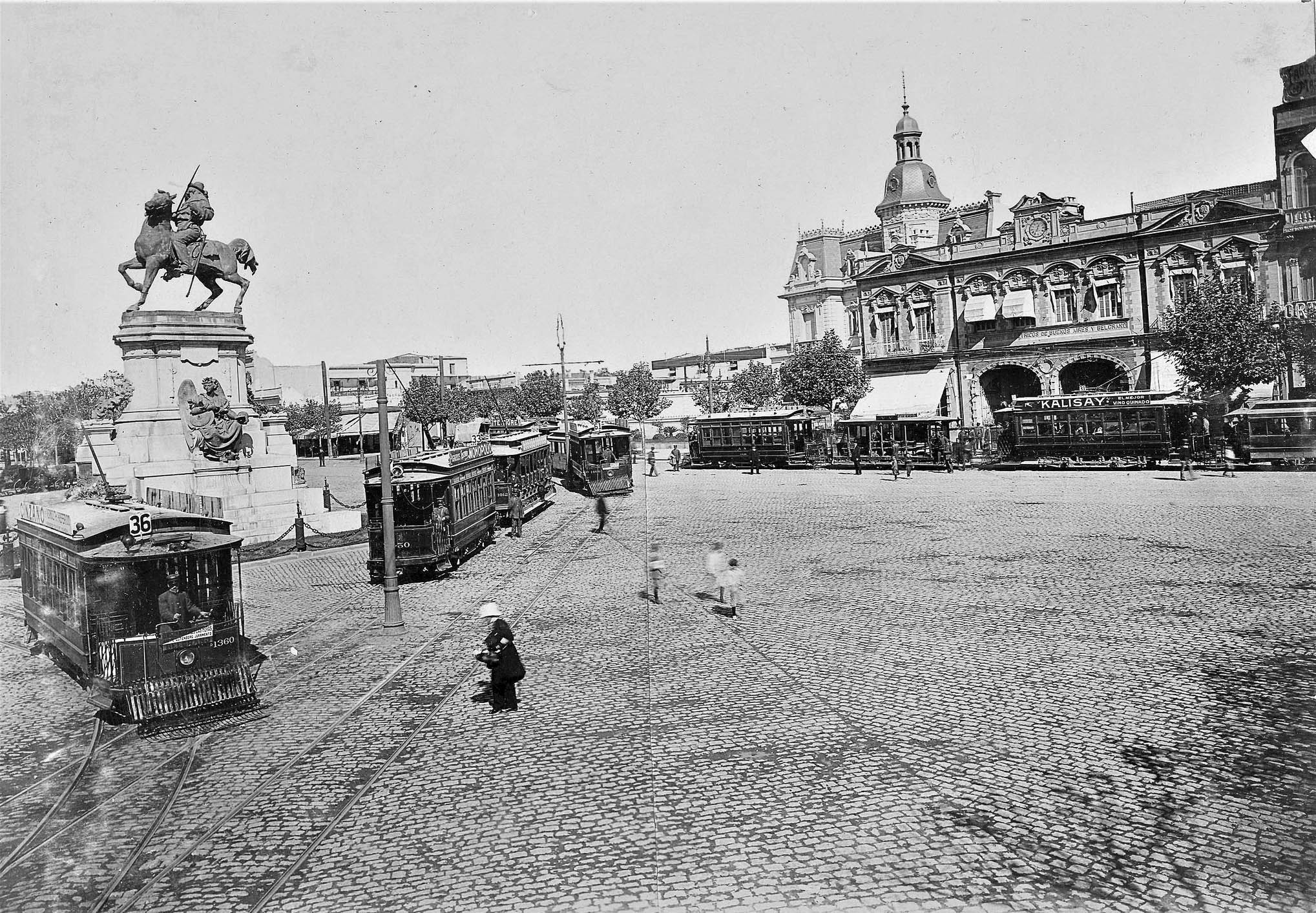
Plaza Italia, comienzos del.

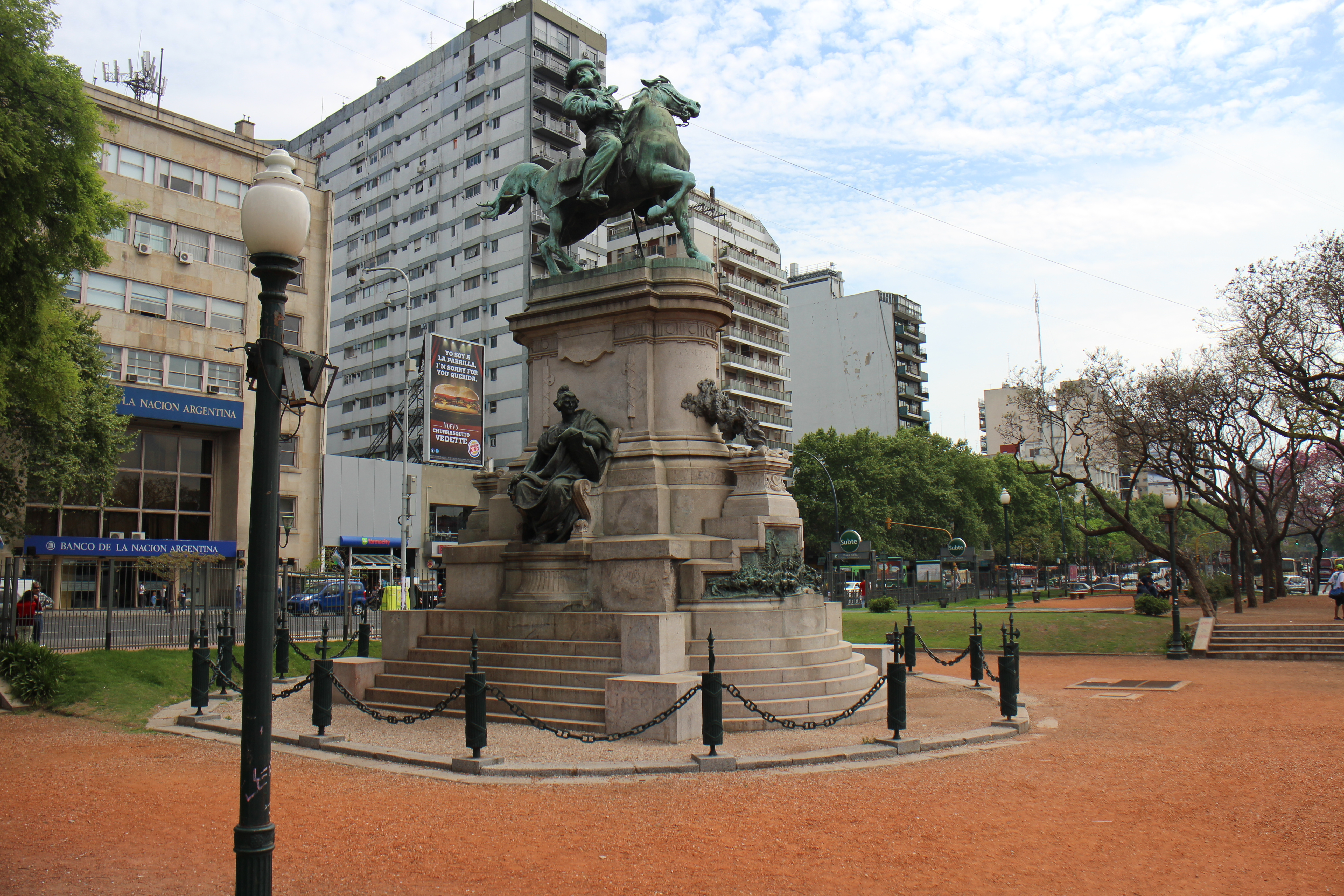
Monumento a Giuseppe Garibaldi, inaugurado el 19 de junio de 1904

La Plaza Italia se encuentra ubicada en la Avenida Santa Fe al 4000, del barrio porteño de Palermo, marcando el lugar donde la Avenida Sarmiento finaliza. Precisamente en la esquinas con esta última se encuentran las entradas al Ecoparque, al predio ferial de la Rural y al Jardín Botánico.
Es uno de los lugares con mayor movimiento de gente y transporte en toda la ciudad de Buenos Aires.

## Descripción

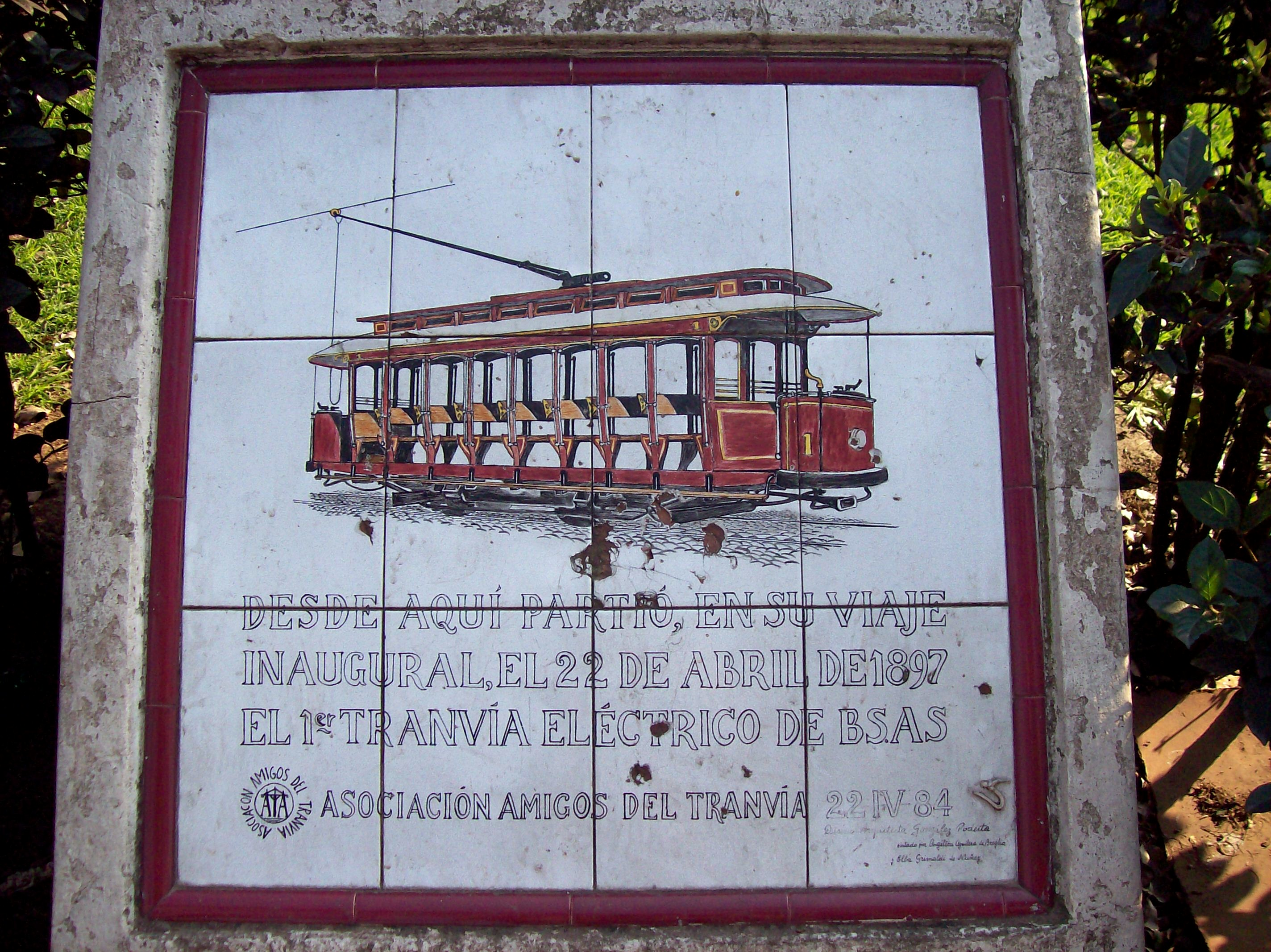
Mosaico recordando la partida del primer tranvía eléctrico de la ciudad.

En el centro de la plaza se ubica el Monumento a Giuseppe Garibaldi, inaugurado el 19 de junio de 1904 en un acto que presenciaron Julio Argentino Roca y Bartolomé Mitre.
En los alrededores de la plaza suelen circular los mateos, carruajes de caballos que realizan paseos turísticos, que antes hacían su recorrido partiendo desde la plaza, pero actualmente lo hacen desde la avenida Libertador y Sarmiento.
También, en la esquina cercana al predio perteneciente a la Sociedad Rural Argentina, se encuentra una columna original del Foro Romano, donada por la Municipalidad de Roma. Con más de 2000 años, es el monumento más antiguo de Buenos Aires, y probablemente la obra arquitectónica más antigua.
Plaza Italia es además la denominación informal para referirse a la zona dentro del barrio de Palermo que la rodea.

## Historia

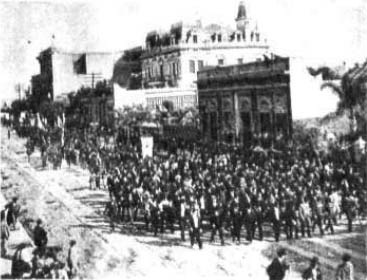
Colocación de la piedra fundamental del Monumento en 1898.

La construcción de la plaza comenzó en el año 1898.
Antiguamente se la llamaba Plaza de los Portones, debido a dos inmensos portones situados en la entrada de la actual Avenida Sarmiento, pero a partir de una ordenanza de la Municipalidad de Buenos Aires del año 1909 recibió el nombre actual.
Desde ella partió, el 22 de abril de 1897, el primer tranvía eléctrico que tuvo la ciudad de Buenos Aires. Este hecho es recordado con un pequeño mosaico, colocado por la Asociación Amigos del Tranvía, situado sobre la avenida Santa Fe, del lado noreste.